# Plecopterodes gandolfii
Plecopterodes gandolfii là một loài bướm đêm trong họ Noctuidae.